# Marthinus Wessel Pretorius
Marthinus Wessel Pretorius (ur. 17 września 1819 – zm. 19 maja 1901) – transwalski polityk, prezydent Transwalu w latach 1857–1860 oraz 1864–1871.
Był synem Andriesa Wilhelmusa Jacobusa Pretoriusa, urodził się w Graaff-Reinet. Pełnił szereg funkcji, m.in. był pierwszym prezydentem Transwalu, później sprawował ten urząd jeszcze dwukrotnie, pełnił także obowiązki głowy państwa w innych republikach  burskich, Potchefstroom i Oranii. Był twórcą konstytucji Transwalu.
Był założycielem miasta Pretoria, które nazwał tak na cześć swojego ojca, Andriesa Pretoriusa, miasto to jest obecnie stolicą Republiki Południowej Afryki.